# Melanitta fusca
L'orco marino (Melanitta fusca) è una grande anatra marina che nidifica oltre l'estremo nord di Europa e Asia, ad ovest del bacino dello Yenisey. Una piccola popolazione isolata nidifica in Turchia orientale, su di un'isola nel lago di Balık. L'orco marino del Pacifico della Siberia orientale e del Nordamerica viene a volte considerato conspecifico dell'orco marino, e le due sottospecie che costituisce sono conosciute come M. f. stejnegeri e M. f. deglandi. L'orco marino e quello del Pacifico, insieme all'orco marino dagli occhiali, vengono classificati nel sottogenere Melanitta, distinto dal sottogenere Oidemia, gli orchetti marini americani e quelli euroasiatici.
Sverna un po' più a sud, nelle zone temperate, e in Europa si spinge a sud fino alla Gran Bretagna e al mar Nero e al Caspio. Un piccolo numero raggiunge la Francia e la Spagna settentrionale. Sulle acque costiere particolarmente accoglienti forma grandi stormi. I membri di questi raggruppamenti sono strettamente uniti e questi uccelli tendono a decollare tutti insieme.
Il nido edificato viene costruito sul suolo, nei pressi del mare, di laghi o fiumi, nelle foreste o nella tundra. Vi vengono deposte 7-9 uova. Questi uccelli si immergono alla ricerca di crostacei e molluschi.
Questa specie è caratterizzata da un grande becco di forma tozza. Con i suoi 51–58 cm di lunghezza è l'orco più grande. Il maschio è tutto nero, ad eccezione di una zona bianca intorno agli occhi e di uno specchio anale, anch'esso bianco. Ha un becco bulboso giallo con una base nera. Le femmine sono uccelli bruni con due macchie pallide su entrambi i lati della testa e macchie alari bianche.
L'orco marino è una delle specie protette dall'Agreement on the Conservation of African-Eurasian Migratory Waterbirds (AEWA).

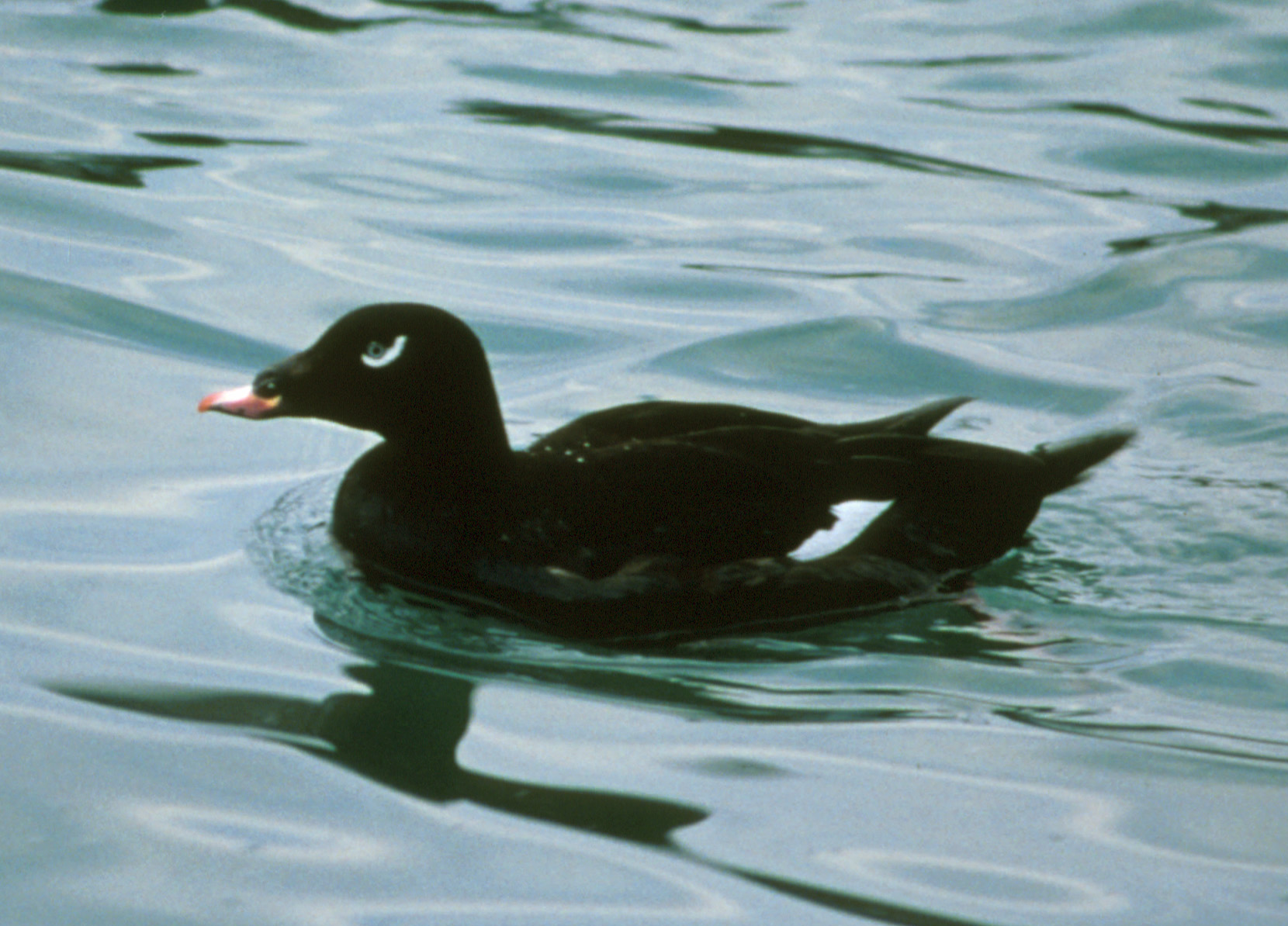
Giovane di orco marino

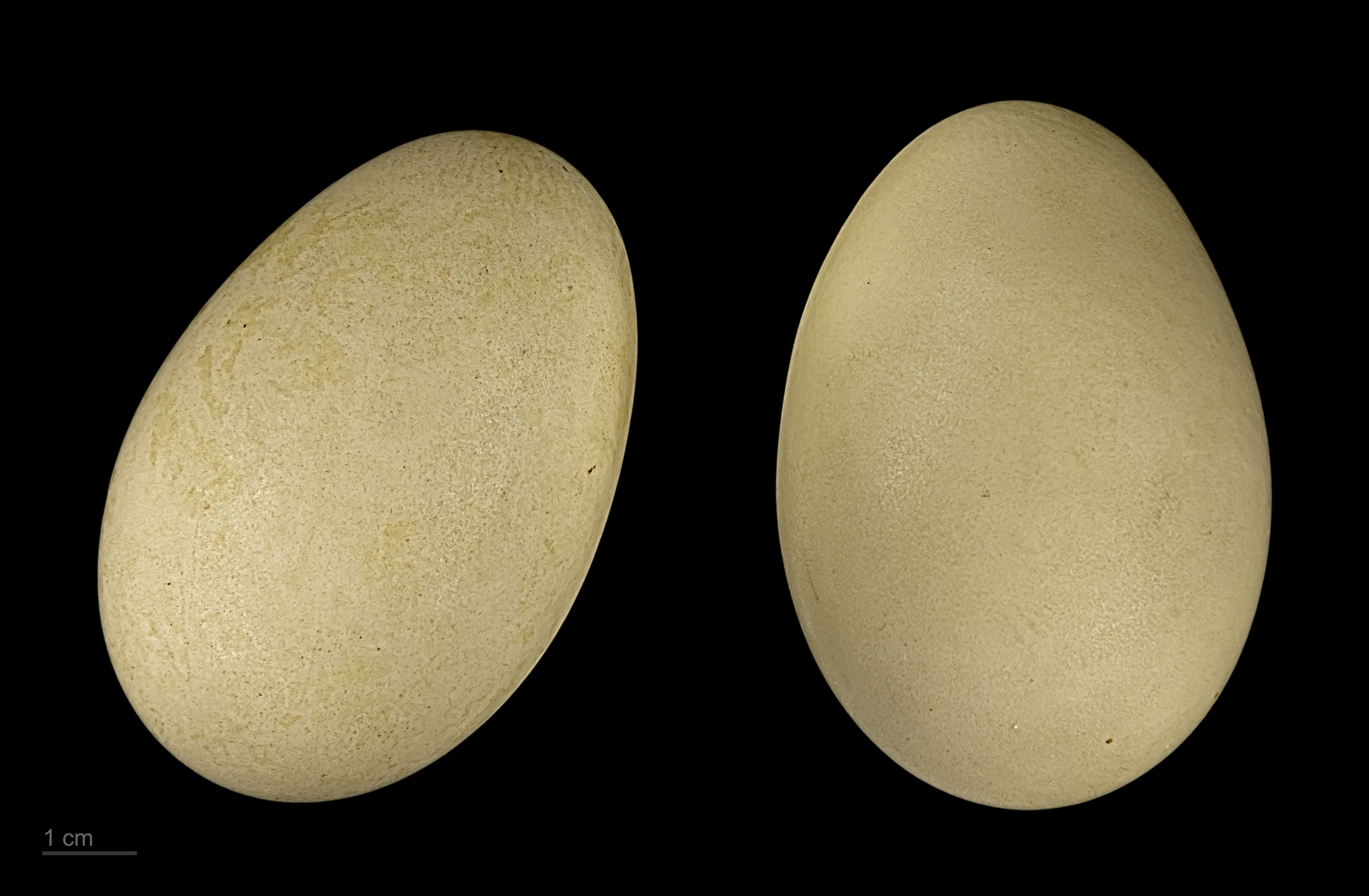
Melanitta fusca